# Birdman Records
Birdman Records  es una compañía discográfica independiente estadounidense, formado en el 2000 por uno de los ex-vicepresidentes de la discográfica Warner Bros. Records: David Katznelson. La discográfica es una de las pocas que siguen el movimiento del artists and repertoire.
Uno de los artistas más conocidos de la discográfica ha sido el vocalista del grupo estadounidense de rock, Red Hot Chili Peppers: John Frusciante.

## Algunos artistas de la discográfica
- Boredoms (Japón)
- Howlin' Rain
- Othar Turner
- The Apes
- The Cuts
- The Electric Prunes
- The Gris Gris